# 历史的天空 (歌曲)
《历史的天空》是一首汉语歌曲，为1994年中国上映的电视连续剧《三国演义》的主要片尾曲（出现在第1－6集、第8－18集、第20－83集的片尾）。作词是王健，作曲是谷建芬，原唱是毛阿敏。